# ماريا كريستينا بروهن
ماريا كريستينا بروهن (بالسويدية: Maria Christina Bruhn): (1732-1802) مخترعة سويدية، ومن المرجح أنها أول مخترعة من بلدها حصلت على براءة اختراع. وهي الأكبر من بين ثلاثة أخوات للكاتب يوهان بروهن (توفي 1742). تسلمت معمل قماش النجود وورق الجدران بعد وفاة والدتها الأرملة إنغا كريستينا في 1751.
في سنة 1771، عرضت الأكاديمية الملكية السويدية للعلوم مكافأة لمن سيكون قادراً على إنتاج عبوة مناسبة للبارود من أجل الجيش.
وفي أثناء عملها في طلاء وتحضير ورق الجدران استوحت الفكرة التي قدمتها إلى الأكاديمية 2 آذار 1774.
بشكل رسالة 1783 شرحت أنها كانت غالباً تقوم بالتجارب أثناء عملها.
أظهر رجال الأكاديمية شكوكاً كبيرة ضد اختراع المرأة، واستغرقت التجارب اثنى عشر عامًا في أثنائها استوجب عليها مجابهة العديد من المعوقات، من بينها الجنرال أنريب ـ قائد المدفعية ـ ليُنسب إليها الفضل في اختراعها، قبل أن توافق عليه وزارة الدفاع، وتعترف بها كمخترعته وتمنحها مكافأة سنة 1786، وقد تم استخدام اختراعها مدة طويلة بالجيش السويدي.